# Hans Meyer (geolog)
Hans Meyer (ur. 22 marca 1858 w Hildburghausen, zm. 5 lipca 1929 w Lipsku) – niemiecki geolog. Był pierwszym Europejczykiem, który wszedł na Kilimandżaro (5895 m) w 1889.

## Życiorys
Był synem wydawcy Herrmanna Juliusa Meyera. Studiował nauki polityczne i historię w Lipsku, Berlinie i Strasburgu. Po doktoracie w Strasburgu (1881) w latach 1881–1882 podróżował po Indiach, Ameryce Północnej i Afryce Południowej. Następnie odwiedził Afrykę Wschodnią i Amerykę Południową. W 1884 dołączył do wydawnictwa ojca, Bibliographisches Institut w Lipsku. W następnym roku został jednym z dyrektorów firmy. Kontynuował ekspedycje badawcze.
Kilimandżaro składa się z trzech szczytów: Shira – 3962 m, Mawenzi – 5149 m i Kibo – 5895 m. W 1887 podczas pierwszej próby zdobycia Kilimandżaro Meyer dotarł do podnóży Kibo, ale został zmuszony do odwrotu. Nie miał sprzętu, by poradzić sobie ze śniegiem i lodem. W 1888 wraz z austriackim kartografem Oscarem Baumannem zbadał region Usambara, planując kontynuację wyprawy na Kilimandżaro. Baumann i Meyer zostali schwytani i przetrzymywani jako więźniowie podczas powstania Busziri. Po zapłaceniu okupu przywódcy powstańców ibn Salimowi al-Harthiemu mężczyzn uwolniono.
5 października 1889 wraz z zawodowym wspinaczem Ludwigiem Purtschellerem i przewodnikiem Johannesem Kinyala Lauwo Meyer osiągnął cel. Nazwali szczyt „Kaiser Wilhelm Spitze”, a na starych mapach Tanganiki Mawenzi nosi nazwę „Szczyt Hansa Meyera”.
Ze szczytu Meyer zabrał bazaltowy kamień. Po powrocie do Berlina połowę kamienia podarował Wilhelmowi II, który zamontował go w sali balowej w Nowym Pałacu w Poczdamie, drugą zatrzymał jako przycisk do papieru. Po odzyskaniu niepodległości przez Tanzanię odkryto, że kamień należący do cesarza zaginął (zainstalowano zamiennik). W 2020 rodzina Meyer wystawiła na sprzedaż drugą połowę kamienia.
Później Meyer wspinał się również na Wyspach Kanaryjskich (1894). Czwartą wyprawa na Kilimandżaro zorganizował w 1898. W 1903 pogłębił badania wulkanologiczne podczas podróży do Ekwadoru, gdzie zdobył wulkany Antisana, Chimborasso i Cotopaxi. W 1911 po raz ostatni udał się do Afryki Wschodniej. Przybył do Rwandy i Urundi, wspinał się na wulkany Karissimbi i Niragongo. Podczas podróży stał się stricte naukowym geografem.
W 1914 zrezygnował z kierowania Bibliographisches Institut. W 1915 został profesorem geografii i polityki kolonialnej w Lipsku. Katedrę oddał w 1928.